# Cryptocephalus convergens
Cryptocephalus convergens – gatunek z rzędu chrząszczy z rodziny stonkowatych. Gatunek po raz pierwszy został naukowo opisany w 2001 roku przez Sassi'ego.